# Gemeinderats- und Bürgermeisterwahlen in Kärnten 2015

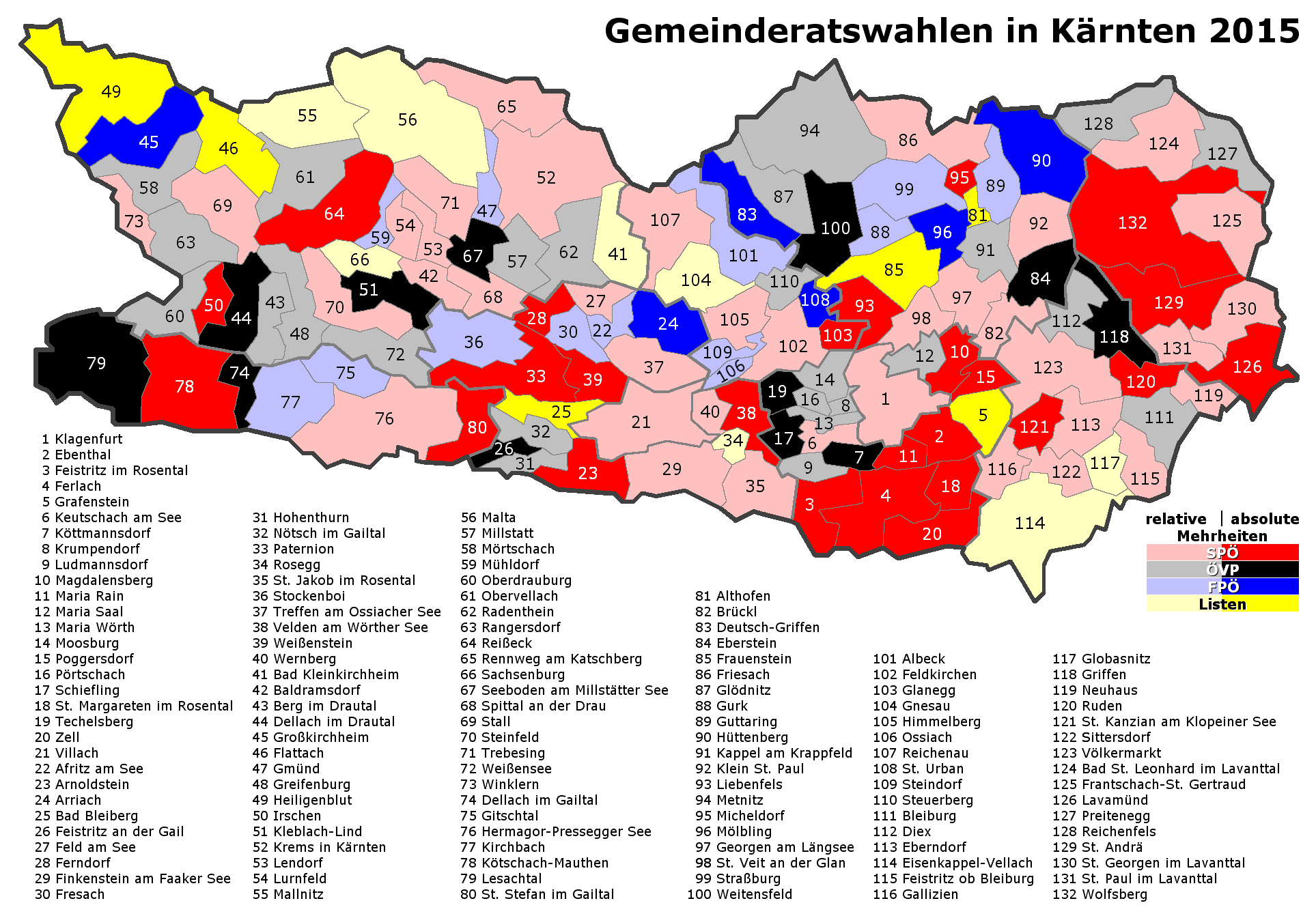
Mehrheiten nach den Gemeinderatswahlen 2015 in Kärnten

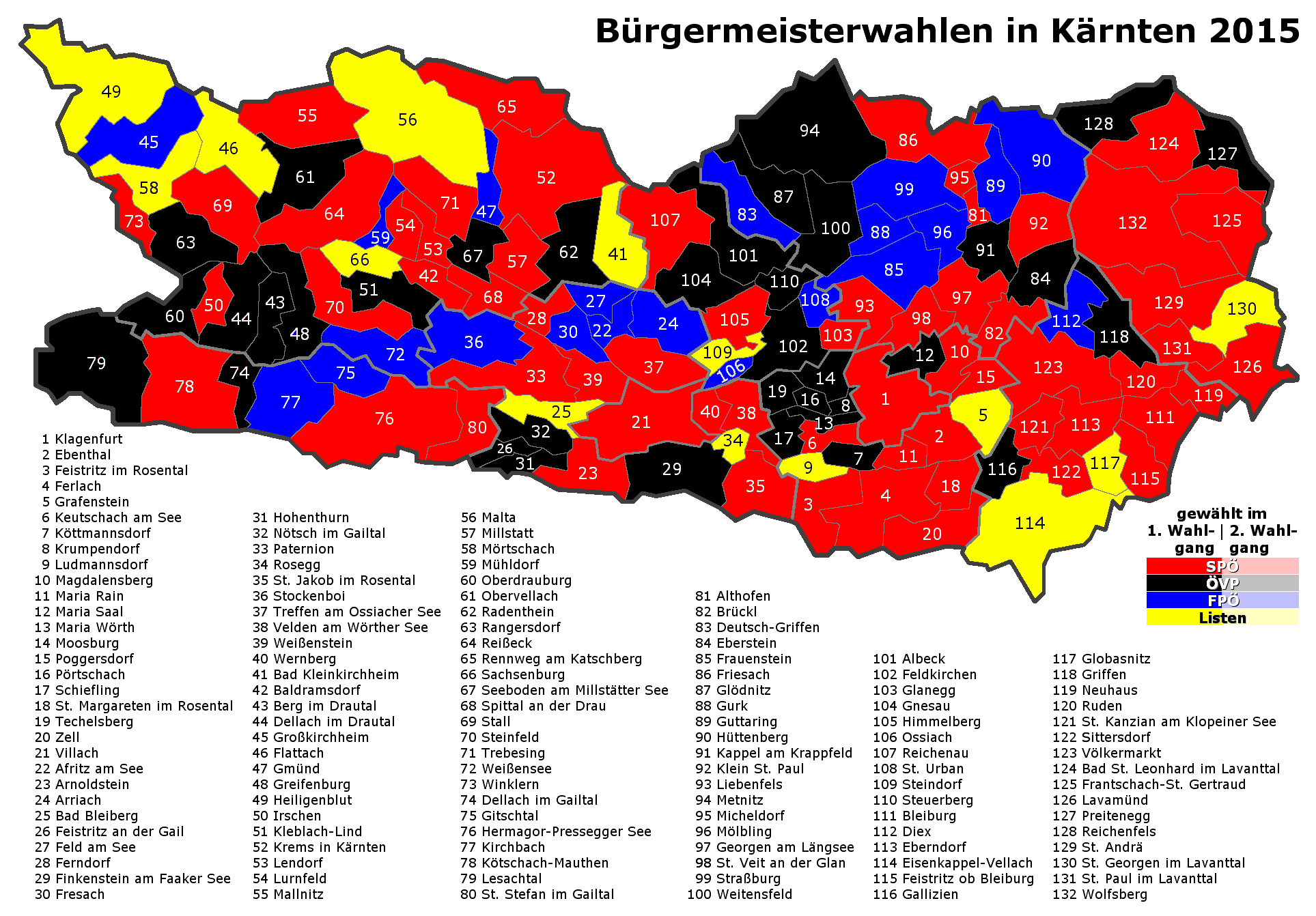
Bürgermeisterwahlen 2015 in Kärnten einschließlich der Ergebnisse der Stichwahlen

Die Gemeinderats- und Bürgermeisterwahlen in Kärnten 2015 fanden am 1. März 2015 in allen 132 Kärntner Gemeinden statt. Die Wahlen wurden nach der Kärntner Gemeinderats- und Bürgermeisterwahlordnung 2002 (K-GBWO 2002) durchgeführt.
Wahlberechtigt waren 464.364 Menschen, was gegenüber 2009 eine Steigerung von 6.599 Personen (+1,42 Prozent) entspricht. Ursache dafür ist, dass Bürger aus anderen EU-Staaten, die in Kärnten einen ordentlichen Hauptwohnsitz haben, wahlberechtigt sind. In ganz Kärnten sind dies 25.702 Personen (5,54 Prozent aller Wahlberechtigten), eine Zunahme um 9.371 Personen.

## Wahlkalender
In der Sitzung des Kärntner Landtags wurde folgender Wahlkalender beschlossen:
- 27. Dezember 2014 – Stichtag zur Wahl; das ist 65 Tage vor dem Wahltermin,
- 3. Jänner 2015 – Ende der Frist für die Ernennung Sprengelwahlleiter und deren Stellvertreter,
- 16. Jänner 2015 – Kundmachung der Gemeindewahlbehörden,
- 17. Jänner 2015 – Auflage der Wählerverzeichnisse und Übergabe von Abschriften an die Parteien,
- 23. Jänner 2015 – Ende der Frist für Einbringung der Gemeindewahlvorschläge bei Gemeindewahlbehörde,
- 12. Februar 2015 – Abschluss des Wählerverzeichnisses und Meldung der endgültigen Wahlberechtigten,
- 15. Februar 2015 – Festsetzung der Wahlzeit und der Wahllokale der Wahlsprengel,
- 20. Februar 2015 – Vorzeitiger Wahltag,
- 25. Februar 2015 – Ende für schriftliche Wahlkartenanträge,
- 26. Februar 2015 – Ende für mündliche Wahlkartenanträge,
- 1. März 2015 – Wahltag
- 2. März 2015 – spätester Termin für die Kundmachung des Wahlergebnisses,
- 6. März 2015 – Vorzeitiger Wahltag für erforderliche Stichwahlen,
- 8. März 2015 – Ende der Einspruchsfrist bei der Landeswahlbehörde,
- 15. März 2015 – Wahltag für erforderliche Stichwahlen
- 29. März 2015 – Wiederholung der Stichwahl in Preitenegg, da bei der ersten Stimmengleichheit zwischen beiden übrigen Kandidaten gegeben war.

## Ausgangslage
Der Termin für die Gemeinderats- und Bürgermeisterwahl 2015 wurde von der Kärntner Landesregierung mit Verordnung vom 23. September 2014, LGBl. Nr. 48/2014, für den 1. März 2015 festgelegt. Als Wahltag für eine allenfalls erforderliche Stichwahl des Bürgermeisters wird der zweite Sonntag nach dem Wahltag, das ist der 15. März 2015, bestimmt. Der Wahltag erforderliche Stichwahlen des Bürgermeisters ist am 15. März 2015.

### Kandidaturen

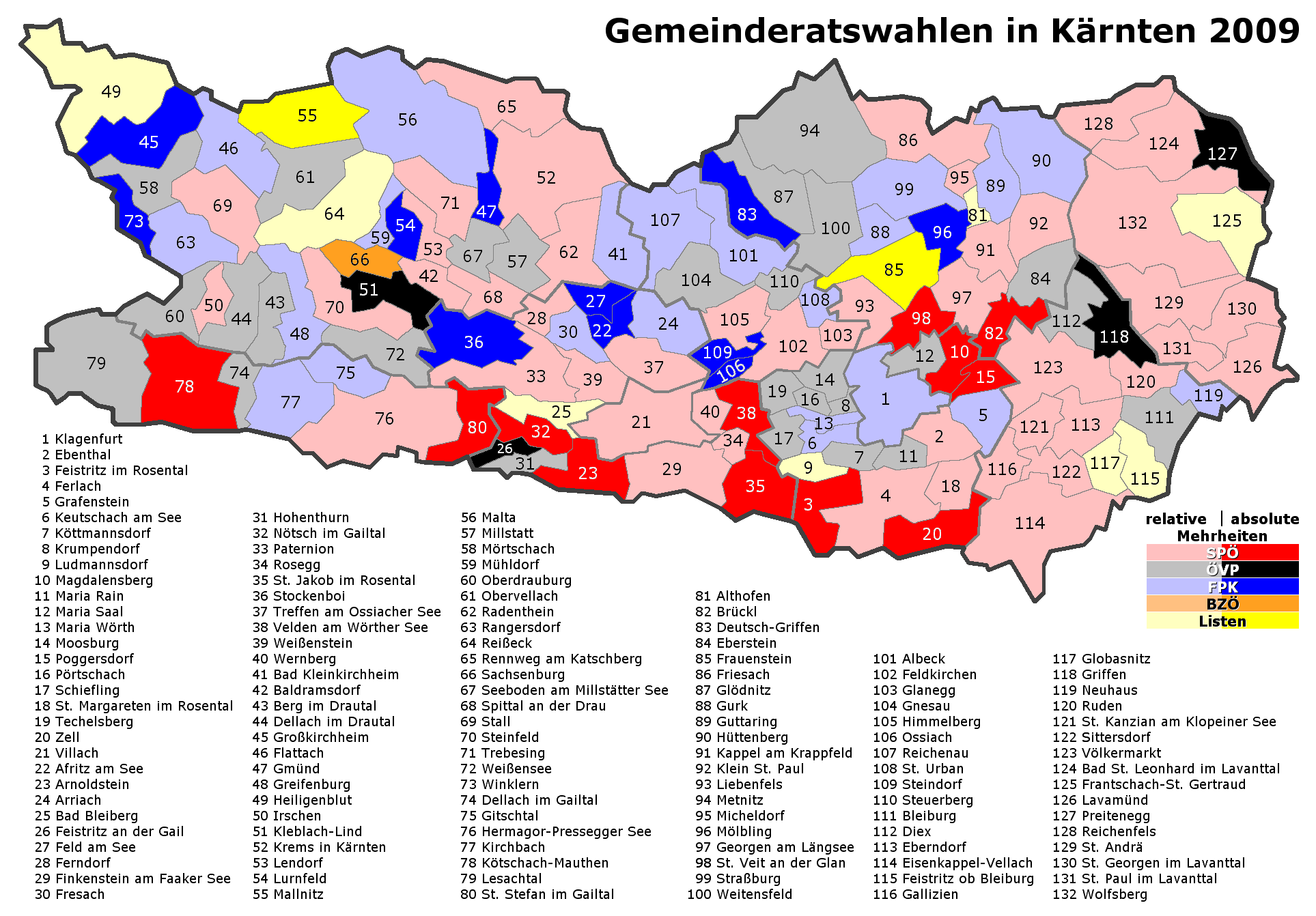
Mehrheiten nach den Gemeinderatswahlen 2009 in Kärnten

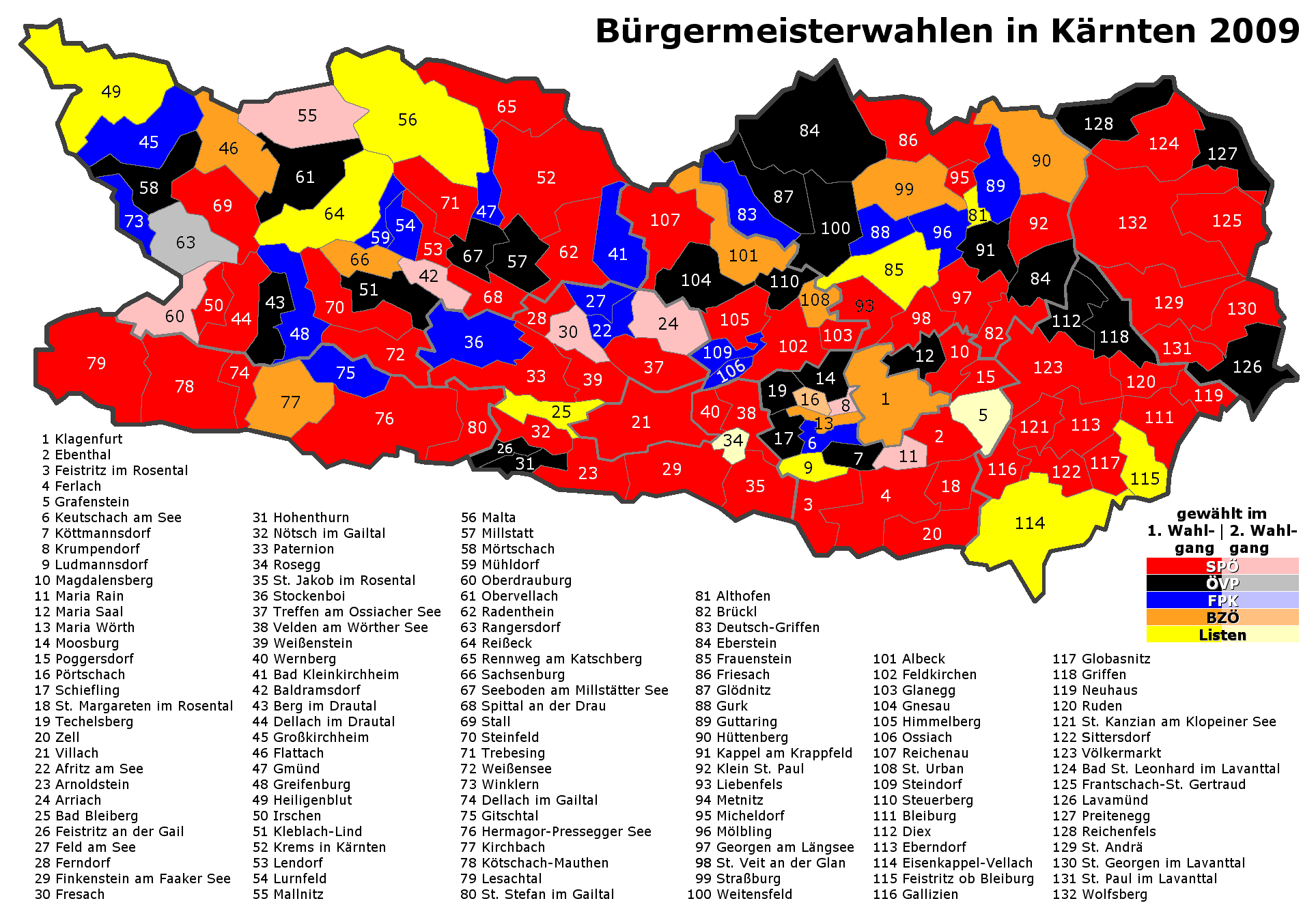
Bürgermeisterwahlen 2009 in Kärnten – Ergebnisse nach Wahlgängen

Bei den Gemeinderatswahlen in Kärnten kandidierten in den 132 Gemeinden 514 Parteien und Namenslisten. Dabei wurden 2.500 Mandate vergeben. Der Anteil der weiblichen Kandidaten betrug rund acht Prozent.
Keine der 514 Parteien und Namenslisten kandidierte in allen 132 Gemeinden. Die SPÖ trat in 129 Gemeinden an, die Freiheitlichen (nicht mehr als „FPK“, sondern als „FPÖ“) in 119 Gemeinden, die ÖVP in 108 Gemeinden und die Grünen in 44 Gemeinden. In 22 zweisprachigen Gemeinden trat die Slowenische Einheitsliste an. Die NEOS, deren Ziel es war in 25 Gemeinden anzutreten, schafften es aber lediglich in 7 Gemeinden, darunter auch in der Landeshauptstadt Klagenfurt, die nötigen Unterstützungserklärungen zu erhalten. Das Team Stronach kandidierte in 5 Gemeinden als eigenständige Liste und in 3 weiteren Gemeinden in Kooperation mit Namenslisten. In jeweils 5 Gemeinden kandidierten das BZÖ und die Liste Das Moderne Österreich.
Darüber hinaus stellten sich 70 Namenslisten, unabhängige Listen und Listen mit Parteizuordnung an. Darunter befanden sich einige Kuriositäten, wie Die Freiheitlichen in Gurk – Liste Bürgermeister Siegfried Kampl, obwohl die FPÖ Siegfried Kampl wegen seiner Aussage über den Nationalsozialismus aus der Partei ausgeschlossen hatte. Unter einer eigenen Liste mit der Bezeichnung Die Parteifreien – Liste Gerhard Oleschko tritt in Keutschach am See der amtierende FPÖ-Bürgermeister Gerhard Oleschko gegen die FPÖ und gegen fünf weitere Kandidaten an.
Insgesamt 432 Kandidaten bewarben sich in der Direktwahl um die Funktion des Bürgermeisters. In 6 Gemeinden war diese Wahl nur Formsache sein, da sich nur ein Einziger kandidierte. 35 der 432 Bewerber waren Frauen, darunter die beiden schon vor der Wahl amtierenden Bürgermeisterinnen Christine Ploner (Dellach im Gailtal) und Sonya Feinig (Feistritz im Rosental). Die dritte amtierende Bürgermeisterin, die ehemalige abgeordnete zum Nationalrat Marialuise Mittermüller trat in Steindorf am Ossiacher See nicht mehr als Spitzenkandidatin an. Den knappsten Vorsprung bei der Bürgermeisterwahl gab es in Weißensee, wo Johann Weichsler (SPÖ) mit 3 Stimmen Mehrheit gewann.
Die Mehrheit der Bürgermeister stellte nach den Wahlen von 2009 die SPÖ mit 68; die ÖVP stellte 33 Bürgermeister.
Etwas komplizierter stellt sich der Vergleich bei der FPÖ dar, die 2009 noch unter FPK/BZÖ antrat und 28 Bürgermeister stellte. Namenslisten stellten 3 Bürgermeister. Die SPÖ erhielt 2009 36,65 Prozent, die FPK/BZÖ mit 30,94 Prozent, die ÖVP 20,41 Prozent, die Grünen 3,3 Prozent und Namenslisten 6,58 Prozent der Stimmen.
Nicht alle regierenden Bürgermeister stellten sich 2015 zur Wahl. So gab Villachs seit 1987 amtierender Bürgermeister Helmut Manzenreiter bereits am 12. Juni 2014 bekannt, nicht mehr zu kandidieren. Andere Langzeitbürgermeister wie Gerhard Mock (St. Veit an der Glan) oder Siegfried Kampl (seit 1991 Bürgermeister in Gurk), mit mittlerweile 78 Jahren zudem auch der älteste Bürgermeister in Kärnten, kandidierten auch 2015.
Da die Gemeinderats- und Bürgermeisterwahlen 2009 gleichzeitig mit der Landtagswahl stattfand, lag die Wahlbeteiligung bei hohen 80,62 Prozent. 2003 gingen nur 75,72 Prozent der Berechtigten zur Wahl.
Bei den Gemeinderats- und Bürgermeisterwahlen 2015 waren 464.336 Menschen wahlberechtigt, 6.571 mehr als bei den Gemeinderats- und Bürgermeisterwahlen 2009 (457.765 Menschen). Grund dafür ist, dass diesmal insgesamt 25.702 Bürger aus anderen EU-Staaten wahlberechtigt sind, was einem Anteil von 5,54 Prozent entspricht. Gegenüber 2009 war dies eine Zunahme von 9.371 Menschen.
In 16 Gemeinden wurden 2015 weniger Mandate vergeben, weil die Zahl der Wahlberechtigten gesunken war. Weil in Paternion die Zahl der Einwohner unter 6.000 Personen sank, wurden nur 23 Mandate vergeben, vier weniger als 2009. In Frantschach-Sankt Gertraud waren es nur 19, in Rennweg am Katschberg 15 und in Mallnitz nur 11 Mandate. In insgesamt 16 Gemeinden wurden weniger Mandate vergeben, wodurch sich die Gesamtzahl der zu vergebenden Gemeinderatssitze von 2.552 auf genau 2.500 verringerte. In drei Gemeinden waren es mehr: Krumpendorf, Poggersdorf und Magdalensberg überschritten die Grenze von 3.000 Einwohnern, wodurch der Gemeinderat um jeweils 4 Sitze wuchs.
Für Irritationen sorgte das Wahlrecht für EU-Bürger in der 823-Seelen (Stand 1. Jänner 2014) Gemeinde Hohenthurn, wo sich mit dem Wellnessclub eines der größten Bordelle Kärntens befindet. Im Dezember 2014 waren dort 30 Frauen, vorwiegend aus Rumänien gemeldet, die deshalb alle wahlberechtigt sind. Die Anzahl der Wahlberechtigten erhöhte sich dadurch auf 711 Personen, was durchaus Auswirkungen auf die Mandatsverteilung haben könnte. Die SPÖ sah darin eine „massive Verschiebung der tatsächlichen politischen Verhältnisse“. Laut SPÖ-Chef Thomas Galle ging es nicht darum die Damen zu diskriminieren, sondern um die Tatsache, dass es ungewöhnlich ist, „dass die 30 Frauen an derselben Adresse ihren Hauptwohnsitz gemeldet hatten“. ÖVP-Bürgermeister Florian Tschinderle betonte, sich an die gesetzlichen Bestimmungen halten zu müssen. Der Streit um das Wahlrecht für Prostituierte sorgte auch in den überregionalen Medien für Schlagzeilen.

## Wahlrecht

### Wahlberechtigung
Wahlberechtigt ist jeder österreichische Staatsbürger und jeder Staatsangehörige eines anderen Mitgliedstaates der Europäischen Union, der spätestens am Wahltag das 16. Lebensjahr vollendet hat, vom Wahlrecht nicht ausgeschlossen ist und in der Gemeinde seinen Hauptwohnsitz hat.

### Wählbarkeit
Das passive Wahlrecht bei den Gemeinderats- und Bürgermeisterwahlen haben all jene Personen, die aktiv wahlberechtigt sind und spätestens am Wahltag das 18. Lebensjahr vollendet haben.
Als Bürgermeister sind nur die Listenführer im Wahlvorschlag einer wahlwerbenden Partei für den Gemeinderat wählbar. Voraussetzung ist, dass diese die österreichische Staatsbürgerschaft besitzen.
Die Hürden für Kandidaturen sind niedrig, denn zum Antreten bei der Wahl genügen drei Unterschriften von Gemeinderäten oder doppelt so viele Unterschriften von Bürgern, wie es Gemeinderäte im Ort gibt. Bei diesen Unterschriften müssen sich die Bürger im Gemeindeamt ausweisen. Beispielsweise genügen selbst in der Landeshauptstadt Klagenfurt 90 Unterschriften für eine Kandidatur. Diese führt auch dazu, dass in Klagenfurt nicht weniger als 13 Listen zur Wahl stehen werden.

## Wer wird gewählt
Gewählt wird bei den Gemeinderats- und Bürgermeisterwahlen in Kärnten die Gemeinderäte und die Bürgermeister einer Gemeinde.

### Gemeinderat
Die Gemeinderäte werden nach folgendem Schlüssel ermittelt:
- Nach Auszählung der gültigen Stimmen werden die Parteisummen geordnet nach Größe nebeneinander aufgeschrieben.
- Unter jede Parteisumme ist die Hälfte, darunter das Drittel, das Viertel und so weiter zu schreiben; dabei sind die Brüche mitaufzuschreiben.
- Die Parteisummen und die aus ihnen gewonnenen Teilzahlen werden dann der Größe nach mit fortlaufenden Ordnungsziffern versehen, bis die Anzahl der zu wählenden Mitglieder des Gemeinderates erreicht ist.
- Auf jede Partei entfallen danach so viele Mandate, wie ihre Parteisumme und deren Teilzahlen Ordnungsziffern erhalten. Wenn nach dieser Berechnung zwei Parteien auf das letzte zu vergebende Mandat denselben Anspruch haben, entscheidet zwischen ihnen das Los.

Die Größe des Gemeinderats richtet sich nach den Einwohnerzahlen. In Gemeinden bis 1.000 Einwohner besteht dieser aus 11 Mitgliedern, bis 2.000 Einwohner aus 15 Mitgliedern, bis 3.000 Einwohner aus 19 Mitgliedern, bis 6.000 Einwohner aus 23 Mitgliedern, bis 10.000 Einwohner aus 27 Mitgliedern, bis 20.000 Einwohner aus 31 Mitgliedern und bei mehr als 20.000 Einwohnern aus 35 Mitgliedern und bei mehr als 30.000 Einwohnern aus 45 Mitgliedern.

### Bürgermeister
Als Bürgermeister ist gewählt, wer mehr als die Hälfte der abgegebenen gültigen Stimmen erhalten hat. Ist nur ein einziger Kandidat zur Wahl angetreten, so muss auf der Mehrheit der abgegebenen gültigen Stimmzettel „ja“ angekreuzt sein, sofern dieser Wahlwerber aufgrund des Ergebnisses der Gemeinderatswahl auch Mitglied des Gemeinderates ist.
Hat kein Wahlwerber eine Mehrheit für sich oder wurde der Bewerber, der zwar eine Mehrheit erreicht hat, jedoch nicht auch zum Mitglied des Gemeinderates gewählt, so findet am zweiten Sonntag nach dem ersten Wahlgang eine Stichwahl statt. Zu dieser sind nur jene beiden Wahlwerbern zugelassen, auf die im ersten Wahlgang bei der Wahl zum Bürgermeister die meisten Stimmen entfallen sind. Haben mehrere Kandidaten gleich viele Stimmen erhalten, so entscheidet das Los, welcher Kandidat in die Stichwahl kommt.

## Nicht gewählt werden

### Vizebürgermeister
In jeder Gemeinde sind vom Gemeinderat zwei Vizebürgermeister zu wählen.

### Gemeindevorstand
Der Gemeindevorstand besteht aus dem Bürgermeister, zwei Vizebürgermeistern und in Gemeinden mit mehr als 1000 Einwohnern auch aus weiteren Mitgliedern. In Stadtgemeinden führt der Gemeindevorstand die Bezeichnung Stadtrat.
Die Anzahl der Mitglieder des Gemeindevorstandes beträgt in Gemeinden mit 15 Gemeinderäten 4, mit 19 Gemeinderäten 5, mit 23 Gemeinderäten 6, mit 27 und 31 Gemeinderäten 7 und mit 35 Gemeinderäten 9.

## Landesergebnis

### Gemeinderatswahlen
| Gemeinderatswahlen 2015    | GRW 2015         | GRW 2015         | GRW 2015         | GRW 2015         |                  | GRW 2009         | GRW 2009         | GRW 2009 |        | Differenz | Differenz | Differenz |
| Gemeinderatswahlen 2015    | Stimmen          | %                | Mandate          | %                | Stimmen          | %                | Mandate          | Stimmen  | %      | Mandate   |           |           |
| -------------------------- | ---------------- | ---------------- | ---------------- | ---------------- | ---------------- | ---------------- | ---------------- | -------- | ------ | --------- | --------- | --------- |
| wahlberechtigt             | 464.364          | —                | —                | —                | 457.765          | —                | —                | +006.599 | —      | —         |           |           |
| abgegeben gesamt           | 330.765          | 71,23            | —                | —                | 369.057          | 80,62            | —                | —        | −09,39 | —         |           |           |
| ungültig                   | 0015.163         | 04,58            | —                | —                | 0010.892         | 02,95            | —                | —        | —      | —         |           |           |
| gültig                     | 315.602          | 95,42            | 2500             | —                | 358.165          | 97,05            | 2552             | —        | —      | −052      |           |           |
| davon entfielen auf Partei |                  |                  |                  |                  |                  |                  |                  |          |        |           |           |           |
| SPÖ                        | 126.963          | 40,23            | 0984             | 39,36            | 131.262          | 36,65            | 0922             | −004.299 | +03,58 | +062      |           |           |
| ÖVP                        | 071.047          | 22,51            | 0624             | 24,96            | 073.091          | 20,41            | 0577             | −002.044 | +02,10 | +047      |           |           |
| FPÖ                        | 056.696          | 17,96            | 0450             | 18,00            | nicht kandidiert | nicht kandidiert | nicht kandidiert | +056.696 | +17,96 | +450      |           |           |
| GRÜNE                      | 017.627          | 05,59            | 0065             | 02,60            | 011.821          | 03,30            | 0026             | +005.806 | +02,29 | +039      |           |           |
| sonstige Listen            | 043.269          | 13,71            | 0377             | 15,08            | 023.567          | 06,58            | 0210             | +019.702 | +07,13 | +167      |           |           |
| BZÖ                        | nicht kandidiert | nicht kandidiert | nicht kandidiert | nicht kandidiert | 110.830          | 30,94            | 0789             | −110.830 | −30,94 | −789      |           |           |
| FPÖ '09                    | nicht kandidiert | nicht kandidiert | nicht kandidiert | nicht kandidiert | 007.594          | 02,12            | 0028             | −007.594 | −02,12 | −028      |           |           |

#### Detailergebnisse der Gemeinden
Die detaillierten Ergebnisse aller Gemeinden in Kärnten sind in der Tabelle Politische Verhältnisse nach den Gemeinderatswahlen in Kärnten 2015 zu finden.

#### SPÖ
Die SPÖ konnte in 63 Gemeinden (47,7 Prozent) die Mehrheit erreichen, wobei sie in 26 Gemeinden sogar die absolute Mehrheit (mehr als 50 Prozent) erzielte. Dies sind um 6 mehr als bei der Gemeinderatswahl 2009. Neue Mehrheiten konnten in Feld am See, in Keutschach am See, in Klagenfurt am Wörthersee, in Lurnfeld, in Neuhaus, in Reichenau und in Winklern (jeweils von den Vorgängern der FPÖ), in Köttmannsdorf, in Krumpendorf und in Maria Rain (jeweils von der ÖVP) sowie in Feistritz ob Bleiburg, in Frantschach-St. Gertraud und in Reißeck (jeweils von Listen) übernommen werden. Bisherige Mehrheiten gingen in Kappel am Krappfeld, in Nötsch im Gailtal und in Reichenfels (jeweils an die ÖVP) sowie in Eisenkappel-Vellach, in Himmelberg, in Radenthein und in Rosegg (jeweils an Listen) verloren.
Den höchsten Stimmenanteil erhielt die SPÖ in Micheldorf mit 67,55 Prozent, knapp gefolgt von Arnoldstein mit 67,30 Prozent. Die knappste Mehrheit gab es in Klagenfurt am Wörthersee mit lediglich 30,66 Prozent.

#### ÖVP
Das beste Ergebnis erzielte die ÖVP in Griffen mit 67,09 Prozent, gefolgt von Eberstein (64,63), Dellach im Drautal (63,51) und Feistritz an der Gail (63,15). Auf absolute Mehrheiten kann die ÖVP weiters in Schiefling am Wörthersee (57,99), in Techelsberg am Wörther See (55,25), in Lesachtal (54,93), in Weitensfeld im Gurktal (53,26), in Kleblach-Lind (52,38), in Seeboden am Millstätter See (51,57), in Köttmannsdorf (50,68) und in Dellach (Gailtal) (50,39).
Prozentual die größten Gewinne der ÖVP gab es in Dellach im Drautal mit 23,27 Prozent und 4 Mandaten, gefolgt von Eberstein (+18,37/+3) und Maria Wörth (+15,23/+3). Drei Mandate konnte die ÖVP ebenfalls in Seeboden am Millstättersee, in Nötsch im Gailtal, in Schiefling am Wörthersee und in Finkenstein am Faaker See. In Nötsch im Gailtal und in Reichenfels konnte sie dabei die SPÖ überholen. Prozentual die größten Verluste der ÖVP gab es in Radenthein (−24,04 Prozent/−6 Mandate), in Stall (−20,81/−3), in Weißensee (−15,78/−2), in Preitenegg (−15,76/−4) und in Maria Rain (−12,13/−3). In Brückl, wo die ÖVP zuletzt 19,13 Prozent und 4 Mandate erreichte, in Mühldorf (−16,72/−2), in Lurnfeld (−13,89/−2) und in Feistritz im Rosental (−12,70/−2) trat sie, ebenso wie in einigen anderen Gemeinden gar nicht mehr an.

#### FPÖ (vormals FPK/BZÖ/FPÖ '09)
Aufgrund der politischen Verwirrungen der letzten Jahre – Wechsel von Mandataren von FPÖ (Freiheitliche Partei Österreichs) zu FPK (Die Freiheitlichen in Kärnten), von FPK zu BZÖ (Bündnis Zukunft Österreich), von BZÖ zu FPÖ '09 und dann wieder zu FPÖ – ist es problematisch, bei der Interpretation der Wahlergebnisse Vergleiche zu ziehen.
Das beste Ergebnis erzielte die FPÖ in Mölbling mit 64,13 Prozent, die 10 Mandate einbrachten. Im Vergleich dazu kam die FPK/BZÖ bei der letzten Wahl noch auf 67,04 Prozent und 11 Mandate. Absolute Mehrheiten gab es für die FPÖ weiters in Arriach (56,87/9), in St. Urban (56,74/9), in Deutsch-Griffen (56,41/7), in Hüttenberg (54,59/9), in Großkirchheim (50,31/8). Relative Mehrheiten konnte die FPÖ in Ossiach (48,97/6), in Straßburg (48,07/9), in Afritz am See (45,69/7), in Albeck (44,43/7), in Fresach (42,40/7), in Guttaring (41,45/6), in Gmünd in Kärnten (39,31/8), in Kirchbach (36,08/7) und in Steindorf am Ossiacher See (28,73/7) erreichen.
Im prozentualen Vergleich mit der FPK/BZÖ gab es für die FPÖ in St. Urban (+13,40 Prozent/2 Mandate), in Arriach (+10,32/+2), in Friesach (+7,76/+2), in Preitenegg (+6,98/±0) und in Hüttenberg (+6,71/+1) die höchsten Gewinne. Die größten Verluste gab es im selben Vergleich in Keutschach am See (-43,47/-9), in Flattach (-35,89/-6), in Grafenstein (-34,95/-7), in Steinfeld (-30,03/-6) und in Micheldorf (-27,17/-4). In 10 weiteren Gemeinden gab es Verluste von mehr als 20 Prozent und in 16 weiteren Gemeinden von über 10 Prozent.

#### Grüne
Den größten Erfolg gab es für die Grünen in Millstatt am See, wo sie gleich beim ersten Antreten 21,92 Prozent erreichten und mit fünf Mandaten nur zwei Sitze weniger als die SPÖ und ÖVP haben. Beachtlich auch der Erfolg in Althofen, wo sie auf Anhieb 17,52 Prozent erreichten und mit vier Mandaten neu im Gemeinderat vertreten sind. Große Freude herrschte auch über das Ergebnis in Krumpendorf am Wörthersee, wo sie 8,42 Prozent und drei Mandate dazu gewinnen konnten und mit nunmehr 4 Sitzen im Gemeinderat vertreten sind, sowie in Maria Saal, wo sie ebenfalls vier Mandate haben, allerdings nur ein Mandat dazu gewinnen konnten.
Mit jeweils zwei Mandaten konnten die Grünen in Feistritz im Rosental, in Nötsch im Gailtal, in Pörtschach am Wörther See, in Ossiach und in Steindorf am Ossiachersee neu in den Gemeinderat einziehen. Ebenfalls neu im Gemeinderat sind sie mit jeweils einem Mandat in Bad St. Leonhard im Lavanttal, in Ebenthal in Kärnten, in Gurk, in Magdalensberg, in Moosburg, in Paternion, in Radenthein, in Steuerberg, in St. Andrä, in St. Jakob im Rosental, in Velden am Wörthersee und in Wernberg.
Zugewinne gab es für die Grünen Klagenfurt am Wörthersee, wo sie zwei Mandate gewinnen konnten und nun mit sieben Mandaten viertstärkste Kraft im Gemeinderat sind. Auch in Villach legten sie um zwei Mandate zu. Jeweils ein Mandat gewannen sie in Feldkirchen in Kärnten, in Finkenstein am Faakersee, in Spittal an der Drau, in St. Veit an der Glan, in Völkermarkt und in Wolfsberg. In Mallnitz verloren die Grünen ihr bisheriges Mandat.

#### NEOS
Die NEOS traten in sieben Gemeinden an. Dabei schafften sie es in Wolfsberg mit 8,69 Prozent und drei Mandaten in den Gemeinderat einzuziehen. In Krumpendorf am Wörthersee, Klagenfurt am Wörthersee, Spittal an der Drau und in Villach erreichten sie jeweils ein Mandat. Keine Mandate gab es bei den Kandidaturen in Feldkirchen in Kärnten und in Ferlach.

#### Listen
Den höchsten Erfolg für Listen gab es in Heiligenblut am Großglockner, wo die Heiligenbluter Liste auf 75,15 Prozent und 12 (von 15) Mandate kam. In Grafenstein kann die Liste Deutschmann auf 56,98 Prozent verweisen, gefolgt von Frauenstein (Gemeindeliste Frauenstein, Liste Harald Jannach/54,24), Bad Bleiberg (Unabhängige Liste Bleiberger Tal/52,58), Flattach (Unabhängige Liste Flattach/52,55) und Althofen (Liste für alle/51,93).
Die relative Mehrheit für Listen gab es in Himmelberg (SPÖ-nahe Liste Heimo Rinösl/49,74), in Rosegg (ÖVP-nahe Liste BGM, Franz Richau/49,53), in Ludmannsdorf (ÖVP-nahe Gemeindeliste/48,28), in Mallnitz (ÖVP-nahe Liste Gemeinsam für Mallnitz/47,91), in Gurk (Die Freiheitlichen in Gurk/Pisweg, Liste Bürgermeister Siegfried Kampl/45,20), in Sachsenburg (Liste AG – Aktionsgemeinschaft Marktgemeinde Sachsenburg/44,05), in Globasnitz (slowenische Liste El – Enotna Lista/43,99), in Moosburg (ÖVP-nahe Liste GAGGL – Team Herbert Gaggl/43,12), in Bad Kleinkirchheim (FPÖ-nahe Kleinkirchheimer Liste – Matthias Krenn/38,89), in Radenthein (ÖVP-nahe Liste Team Michael Maier – Volkspartei und Parteifreie/38,43), in Eisenkappel-Vellach (slowenische Liste El – Enotna Lista/36,59), in Gnesau (Liste Bruno Stampfer – Miteinander für Gnesau/36,46) und in Malta (ÖVP-nahe Liste für Malta/32,43).
Der Erfolg der FPÖ-nahen Liste Die Freiheitlichen in Gurk/Pisweg, Liste Bürgermeister Siegfried Kampl in Gurk kam deshalb unerwartet, weil der mittlerweile 78-Jährige erst am 17. September 2014 wegen seiner nationalsozialistischen Aussagen wegen „Gefahr in Verzug“, so der Kommentar des Landesparteiobmanns Christian Ragger, auf Druck von Bundesparteichef Heinz-Christian Strache von der FPÖ ausgeschlossen wurde. Anlass war ein Interview mit der Kleinen Zeitung, in dem Kampl erklärt hatte „Nur von dem, was sie gemacht haben, distanziere ich mich, nicht vom Nationalsozialismus.“ Die Kärntner Politologin Kathrin Stainer-Hämmerle zeigte sich überrascht. Sie meinte im ORF Kärnten, „Das Ergebnis in Gurk werden vor allem die Medien außerhalb Kärntens dankbar aufgreifen. Das wird natürlich dem Image Kärntens nicht sehr zuträglich sein.“

### Bürgermeisterwahlen
In 95 (71,97 Prozent) der 132 Gemeinden wurde der Bürgermeister bereits im ersten Wahlgang gewählt. In 37 Gemeinden (28,03 Prozent) waren Stichwahlen um das Gemeindeoberhaupt erforderlich, da kein Kandidat die erforderliche 50-Prozent-Hürde überspringen konnte.
Die Stichwahlen fanden am 15. März 2015 statt und brachten einige Überraschungen. So konnte sich bei den Wahlen in der Landeshauptstadt Klagenfurt die bisherige Vizebürgermeisterin Maria-Luise Mathiaschitz (SPÖ) gegen den bislang amtierenden Bürgermeister Christian Scheider (FPÖ) durchsetzen. Im ersten Wahlgang hatte Scheider mit 31,08:30,08 Prozent noch knapp die Nase vorne, bei der entscheidenden Stichwahl setzte sich jedoch Mathiaschitz mit 53,31:46,69 Prozent durch. Damit hat die SPÖ nach 42 Jahren wieder die Führungsrolle in Klagenfurt übernommen und die Landeshauptstadt hat erstmals eine Frau an der Spitze. Mathiaschitz kündigte an, mit der ÖVP und den Grünen zu koalieren, sodass Scheider, der nicht zurücktreten wird, in Opposition gehen muss, da Mathiaschitz eine Zusammenarbeit mit der FPÖ ausschloss.
Auch in der Bezirkshauptstadt Feldkirchen in Kärnten musste das Stadtoberhaupt Robert Strießnig (SPÖ), der nach dem ersten Wahlgang noch mit 47,69:32,89 Prozent voran lag, eine enttäuschende Niederlage gegen den Herausforderer Martin Treffner (ÖVP) hinnehmen. Mit 52,01:47,99 Prozent wurde Strießnig, der noch am Wahltag seinen Rücktritt aus der Politik ankündigte, abgewählt. Die Wahl kam für Treffner selbst überraschend, da die ÖVP weder im Stadtsenat noch im Gemeinderat die Mehrheit hat. Der Unternehmer will daher alle Fraktionen zur Zusammenarbeit einladen.
Ein äußerst knappes Wahlergebnis gab es in der Bezirkshauptstadt Hermagor-Pressegger See, wo sich der amtierende SPÖ-Bürgermeister Siegfried Ronacher mit gerade einmal sieben Stimmen gegenüber seinem Herausforderer Leopold Astner (ÖVP) behaupten konnte. Dabei lag Ronacher im ersten Wahlgang mit 39,70:34,60 Prozent noch deutlich voran. Astner wird daher das Amt des Vizebürgermeisters gerne annehmen.
Erstmals in der Geschichte der Bürgermeisterwahlen in Kärnten wurde nach der ersten Stichwahl eine zweite Stichwahl um den Bürgermeister erforderlich, da sich abermals keiner der beiden Kandidaten durchsetzen konnte. Deshalb wurden in der Gemeinde Preitenegg die Bürger am 29. März 2015 neuerlich zur Wahl gebeten. Erst dann konnte sich der seit 2003 amtierende Bürgermeister Franz Kogler (ÖVP) mit 407:372 Stimmen gegen seinen Widersacher Rochus Münzer (SPÖ) durchsetzen und im Amt verbleiben. „Geheimnis“ seines Erfolges war, dass er und seine Parteikollegen mit direkten Gesprächen und Hausbesuchen nochmals auf Werbetour ging. Anders ist auch die ungewöhnlich hohe Wahlbeteiligung von 95 Prozent nicht erklärbar.

#### Ergebnisse der Stichwahlen
Die bei den Stichwahlen erfolgreichen Kandidaten sind fett gekennzeichnet, die Verlierer sind kursiv dargestellt. In Klammer sind die erhaltenen Stimmen angegeben.
| Gemeinde                            | Kandidat der SPÖ                  | Kandidat der ÖVP            | Kandidat der FPÖ             | Listenkandidat (Liste)                |
| ----------------------------------- | --------------------------------- | --------------------------- | ---------------------------- | ------------------------------------- |
| Bleiburg                            | Stefan Johann Visotschnig (1.412) | Daniel Wriessnig (1.231)    | –                            | –                                     |
| Brückl                              | Burkhard Trummer (931)            | –                           | Michael Kitz (674)           | –                                     |
| Diex                                | –                                 | Anton Polessnig (287)       | Anton Napetschnig (334)      | –                                     |
| Feistritz ob Bleiburg               | Hermann Srienz (1.006)            | –                           | –                            | Friedrich Flödl (LFA) (465)           |
| Feldkirchen in Kärnten              | Robert Strießnig (3.800)          | Martin Treffner (4.118)     | –                            | –                                     |
| Finkenstein am Faakersee            | Walter Harnisch (2.033)           | Christian Poglitsch (2.392) | –                            | –                                     |
| Frantschach-St. Gertraud            | Günther Vallant (1.034)           | –                           | –                            | Ernst Vallant (Liste Hirzbauer) (658) |
| Gallizien                           | Holger Miggitsch (610)            | Hannes Mak (700)            | –                            | –                                     |
| Gitschtal                           | Johann Wastian (330)              | –                           | Christian Müller (577)       | –                                     |
| Globasnitz                          | Wolfgang Wölbl (562)              | –                           | –                            | Bernhard Sadovnik (EL) (659)          |
| Gmünd in Kärnten                    | Heidemarie Penker (718)           | –                           | Josef Jury (908)             | –                                     |
| Gnesau                              | –                                 | Erich Stampfer (366)        | –                            | Bruno Stampfer (MFG) (355)            |
| Hermagor-Pressegger See             | Siegfried Ronacher (2.410)        | Leopold Astner (2.403)      | –                            | –                                     |
| Keutschach am See                   | Karl Dovjak (971)                 | –                           | –                            | Gerhard Oleschko (PLO) (666)          |
| Kirchbach                           | Markus Salcher (758)              | –                           | Hermann Jantschgi (991)      | –                                     |
| Klagenfurt am Wörthersee            | Maria-Luise Mathiaschitz (21.491) | –                           | Christian Scheider (18.825)  | –                                     |
| Klein St. Paul                      | Gabriele Dörflinger (732)         | –                           | –                            | Siegfried Gaber (GUT) (432)           |
| Krumpendorf                         | Peter Nemec (719)                 | Hilde Gaggl (1061)          | –                            | –                                     |
| Lendorf                             | Marika Lagger-Pöllinger (690)     | Josef Wielscher (536)       | –                            | –                                     |
| Maria Saal                          | Karl Lerchbaumer (833)            | Anton Schmidt (.1274)       | –                            | –                                     |
| Maria Wörth                         | –                                 | Markus Perdacher (551)      | –                            | Robert Schmidhofer (BLG) (417)        |
| Millstatt                           | Johann Schuster (1.251)           | Wilfried Koller (622)       | –                            | –                                     |
| Mörtschach                          | –                                 | Manfred Kramser (241)       | –                            | Richard Unterreiner (LGM) (344)       |
| Neuhaus                             | Gerhard Visotschnig (397)         | –                           | –                            | Peter Trampusch (LNS) (329)           |
| Nötsch im Gailtal                   | Alexander Rachoi (558)            | Alfred Altersberger (886)   | –                            | –                                     |
| Obervellach                         | –                                 | Wilhelm Packer (769)        | –                            | Paul Pristavec (MUT) (704)            |
| Pörtschach                          | –                                 | Silvia Häusl-Benz (797)     | Franz Arnold (735)           | –                                     |
| Preitenegg Ergebnis in 2. Stichwahl | Rochus Münzer (372)               | Franz Kogler (407)          | –                            | –                                     |
| Radenthein                          | Martin Hipp (1.532)               | –                           | –                            | Michael Maier (Maier) (2.203)         |
| Sittersdorf                         | Jakob Strauß (743)                | –                           | –                            | Willibald Wutte (Wutte) (731)         |
| St. Georgen im Lavanttal            | Markus Wutscher (438)             | –                           | –                            | Karl Markut (Ts) (884)                |
| Steindorf am Ossiacher See          | –                                 | –                           | Manfred Schinegger (822)     | Georg Kavalar (Lkave) (1213)          |
| Steuerberg                          | –                                 | Karl Petritz (685)          | Andreas Zitterer (471)       | –                                     |
| Stockenboi                          | –                                 | Josef Anichhofer (539)      | Hans-Jörg Kerschbaumer (644) | –                                     |
| Trebesing                           | Christian Genshofer (467)         | Gerhard Koch (335)          | –                            | –                                     |
| Treffen am Ossiacher See            | Klaus Glanznig (1.491)            | –                           | Bernhard Gassler (970)       | –                                     |
| Weißensee                           | Johann Weichsler (259)            | –                           | Gerhard Koch (299)           | –                                     |

#### Übersicht aller Bürgermeister
Für eine Gesamtübersicht siehe dazu den gesonderten Artikel Gewählte Bürgermeister in Kärnten 2015.